# هنوک کونومبو
هنوک کونومبو (انگلیسی: Henoch Conombo؛ زادهٔ ۱۳ ژوئن ۱۹۸۶) بازیکن فوتبال اهل بورکینافاسو بود.
از باشگاه‌هایی که در آن بازی کرده است می‌توان به باشگاه فوتبال باستیا اشاره کرد.
وی همچنین در تیم ملی فوتبال بورکینافاسو بازی کرده است.